# Jiudu, Jiaocheng
Jiudu (kinesiska: 九都) är en köping i sydöstra Kina. Den ligger i stadsdistriktet Jiaocheng i staden Ningde i provinsen Fujian, omkring 83 kilometer norr om provinshuvudstaden Fuzhou.